# Yoon Tae-il
Yoon Tae-Il (19 de novembro de 1964), é um ex-handebolista e treiandor sul-coreano, medalhista de prata nas Olimpíadas de 1988.
Yoon Tae-Il ele jogou seis partidas como goleiro. Atualmente ele treina o Cazaquistão feminino.